# Lennart Pettersson
Pour les articles homonymes, voir Pettersson.
Lennart Pettersson (né le 1er février 1951 à Uppsala) est un pentathlonien suédois. Il participe aux Jeux olympiques d'été de 1980 où il remporte la médaille de bronze dans l'épreuve par équipe.

## Palmarès

### Jeux olympiques
- Jeux olympiques de 1980 à Moscou,  Union soviétique
  -  Médaille de bronze dans l'épreuve par équipe[1].